# Daron Rahlves

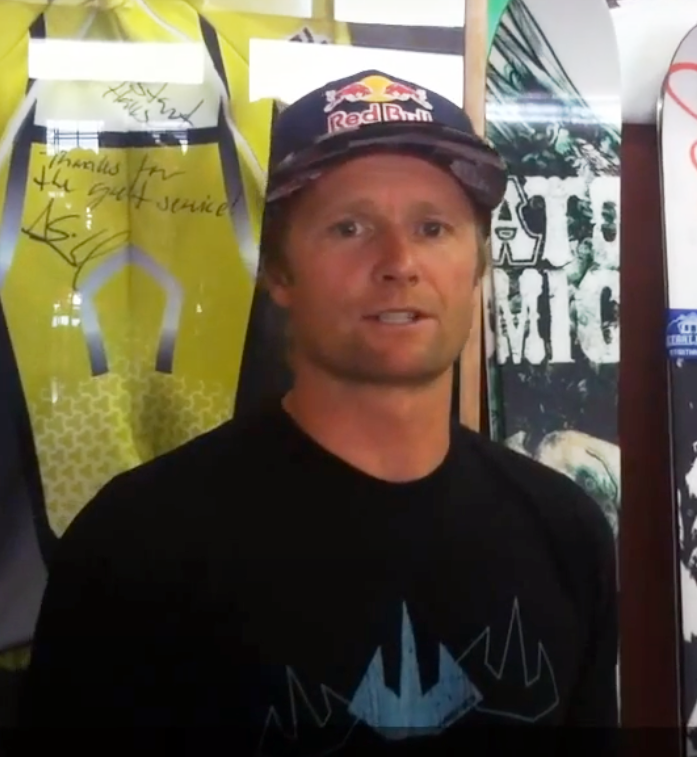
Daron Rahlves

Daron Rahlves (Walnut Creek, Californië, 12 juni 1973) is een Amerikaanse voormalig alpineskiër. Toen hij twaalf was, verhuisde zijn familie naar Tahoe om hem toe te laten de hele winter te skiën. Naast skiën was hij ook bedreven in jetski en werd daarin wereldkampioen in 1993. In 1993 kreeg hij ook een plaats in het nationale skiteam van de Verenigde Staten. Hij legde zich daarna volledig toe op het skiën en meer bepaald op de snelle nummers, afdaling en super-G. Hij won twaalf wereldbekerwedstrijden, waaronder de prestigieuze Hahnenkamm-afdaling in Kitzbühel in 2003, en werd wereldkampioen Super-G in 2001. Op Olympische Winterspelen kon hij echter geen medailles veroveren. Na het seizoen 2005-2006 kondigde hij aan te stoppen met de competitiesport.
Hij is in 2003 gehuwd met Michelle Shetler, een voormalige professionele snowboarder, en woont in Truckee, Californië.

## Belangrijkste resultaten

### Overwinningen in deWereldbeker Alpineskiën
| Datum            | Plaats       | Land        | Discipline  |
| ---------------- | ------------ | ----------- | ----------- |
| 3 maart 2000     | Kvitfjell    | Noorwegen   | Afdaling    |
| 4 maart 2000     | Kvitfjell    | Noorwegen   | Afdaling    |
| 29 december 2002 | Bormio       | Italië      | Afdaling    |
| 25 januari 2003  | Kitzbühel    | Oostenrijk  | Afdaling    |
| 5 december 2003  | Vail         | USA         | Afdaling    |
| 23 januari 2004  | Kitzbühel    | Oostenrijk  | Super-G     |
| 7 maart 2004     | Kvitfjell    | Noorwegen   | Super-G     |
| 10 maart 2004    | Sestriere    | Italië      | Afdaling    |
| 11 maart 2005    | Lenzerheide  | Zwitserland | Super-G (1) |
| 2 december 2005  | Beaver Creek | USA         | Afdaling    |
| 29 december 2005 | Bormio       | Italië      | Afdaling    |
| 14 januari 2006  | Wengen       | Zwitserland | Afdaling    |

(1) Ex aequo met Bode Miller

### Wereldkampioenschappen alpineskiën
| Jaar | Plaats      | Land       | Discipline   | Medaille |
| ---- | ----------- | ---------- | ------------ | -------- |
| 2001 | Sankt Anton | Oostenrijk | Super-G      | Goud     |
| 2005 | Bormio      | Italië     | Afdaling     | Zilver   |
| 2005 | Bormio      | Italië     | Reuzenslalom | Brons    |